# Amédée Stockmans
Pour les articles homonymes, voir Stockman.
Amédée Stockmans (Anvers, 24 juillet 1844 - Lummen, 16 septembre 1922) fut le cinquième supérieur général des Frères de la charité de Gand.

## Biographie
Florent Stockmans était le cinquième des sept enfants du sacristain et instituteur Petrus Stockmans et de Filippina Vismans. Il était encore jeune lorsque ses parents moururent. Le curé de sa paroisse le prit sous sa protection. Il le fit étudier à l'Institut Saint-Louis, école qui était liée à l'institut pour enfants sourds-muets et aveugles à Schaerbeek. 
Au mois d'octobre 1862, Stockmans entra dans la congrégation des Frères de la charité et adopta le nom en religion d'Amédée. Ayant terminé le noviciat, il se prépara à entrer dans l'enseignement. Le 22 février 1864 il prononça ses vœux perpétuels. En 1865 il fut nommé professeur dans l'école où il avait lui-même suivi les cours. Il prit l'activité d'enseignant très à cœur et écrivit un manuel d'histoire de Belgique, qui fut recommandé aux écoles par une commission nationale pour les écoles primaires.
Il avait trente ans lorsqu'il fut nommé secrétaire de l'institut psychiatrique Guislain à Gand. L'année d'après il devint le directeur de l'Institut Saint-Charles à Froidmont et supérieur de la communauté des frères qui y était attachée. 
Lorsqu'en septembre 1876 les 32 frères-électeurs eurent à délibérer au sujet de la succession de Nicolas Vercauteren, ils examinèrent parmi les candidats la possibilité d'élire leur jeune confrère Amédée Stockmans. Ses atouts étaient nombreux. Il était bilingue, Il rédigeait bien, il était familier de la gestion financière, il connaissait les différentes activités auxquelles la Congrégation s'adonnait, il était un bon religieux et possédait une santé de fer. En outre émanait de lui une autorité naturelle. Le fait qu'il fût le plus jeune d'entre les possibles candidats ne fut pas pris en considération. Au cours du premier tour de vote 29 voix sur 32 se portèrent sur son nom. À 32 ans, Stockmans se trouva à la tête de sa congrégation. Il devait le rester pendant 46 ans.

## Supérieur-général
Aussitôt élu, Stockmans rendit des visites prolongées à toutes les communautés de la congrégation établies en Belgique. L'année suivante il visita les communautés de Montréal et de Boston. Chaque visite était suivie d'un rapport détaillé qu'il faisait parvenir à tous les frères. Ils purent remarquer sans doute, qu'il était à chaque fois le seul signataire du rapport et qu'il ne se préoccupait plus d'obtenir l'aval ou la signature du directeur spirituel, en dépit des consignes épiscopales.
En prévision de nouvelles activités, Amédée s'employa à recruter des frères en plus grand nombre. En 1877 il fonda à Gand un petit-noviciat pour jeunes aspirants. Dès les premiers mois, une douzaine de candidats se présenta. Il en accepta trois avec qui le petit-noviciat débuta. En 1880 il fonda à Mol une école normale ayant pour but de préparer ses élèves à l'examen d'état pour l'obtention du diplôme d'instituteur. À cette école fut joint un juvénat pour garçons voulant se préparer à l'entrée dans la congrégation. Ils vivaient et étudiaient gratuitement et en contrepartie aidaient aux activités matérielles nécessaires pour la bonne organisation de l'école. 

## Congrégation de droit pontifical
L'extension des activités de la congrégation avait pour effet qu'elle se trouvait bientôt implantée dans une dizaine de diocèses différents. Demeurer dépendant d'un seul évêque en tant que congrégation de droit diocésain, devenait difficilement tenable et la nécessité fut ressentie de se convertir en congrégation de droit pontifical.
Réaliser un tel changement exigeait une grande dose de diplomatie. D'une part il fallait obtenir le soutien nécessaire à Rome, d'autre part il s'agissait de contourner l'opposition prévisible de l'évêque de Gand. Le nonce apostolique à Bruxelles, Domenico Ferrata, s'avéra être un allié précieux. Nonobstant l'avis négatif de l'évêque de Gand, la congrégation des Frères de la charité fut reconnue de droit pontifical, à titre provisoire le 20 mars 1888 et définitivement le 22 avril 1899.

## La première guerre mondiale
Stockmans était à la tête de la congrégation depuis plus de 38 ans, lorsque la Grande Guerre éclata et qu'il fut en butte à des problèmes extrêmement ardus tant du point de vue de l'organisation que des finances.
En 1922, malade et épuisé, il rendit son âme à Dieu. Il était resté actif jusqu'à ses derniers jours. 

## Littérature
- Koenraad REICHGELT, De Broeders van Liefde II, 1876-1922, Gand, 1957.
- René STOCKMAN, Liefde in actie. 200 jaar Broeders van Liefde, Louvain, 2006.